# Plazy
Plazy jsou obec v okrese Mladá Boleslav ve Středočeském kraji. Rozkládá asi pět kilometrů východně od Mladé Boleslavi. Žije zde 509 obyvatel.

## Historie
První písemná zmínka o obci pochází z roku 1322.

## Obyvatelstvo
| Rok            | 1869 | 1880 | 1890 | 1900 | 1910 | 1921 | 1930 | 1950 | 1961 | 1970 | 1980 | 1991 | 2001 | 2011 | 2021 |
| -------------- | ---- | ---- | ---- | ---- | ---- | ---- | ---- | ---- | ---- | ---- | ---- | ---- | ---- | ---- | ---- |
| Počet obyvatel | 268  | 280  | 286  | 294  | 313  | 396  | 407  | 304  | 319  | 300  | 287  | 335  | 358  | 503  | 480  |
| Počet domů     | 43   | 47   | 51   | 55   | 62   | 67   | 77   | 78   | 89   | 84   | 87   | 102  | 117  | 143  | 163  |

## Obecní správa

### Územněsprávní začlenění
Dějiny územněsprávního začleňování zahrnují období od roku 1850 do současnosti. V chronologickém přehledu je uvedena územně administrativní příslušnost obce v roce, kdy ke změně došlo:
- 1850 země česká, kraj Jičín, politický i soudní okres Mladá Boleslav[6]
- 1855 země česká, kraj Mladá Boleslav, soudní okres Mladá Boleslav[6]
- 1868 země česká, politický i soudní okres Mladá Boleslav[6]
- 1939 země česká, Oberlandrat Jičín, politický i soudní okres Mladá Boleslav[7]
- 1942 země česká, Oberlandrat Praha, politický i soudní okres Mladá Boleslav[8]
- 1945 země česká, správní i soudní okres Mladá Boleslav[9]
- 1949 Pražský kraj, okres Mladá Boleslav[10]
- 1960 Středočeský kraj, okres Mladá Boleslav[11]

### Části obce
- Plazy
- Valy

Od 1. ledna 1980 do 23. listopadu 1990 k obci patřily i Kolomuty.

### Obecní symboly
Znak a vlajka byly obci uděleny rozhodnutím předsedy Poslanecké sněmovny Parlamentu České republiky dne 19. ledna 2007.

## Společnost
Ve vsi Plazy s 407 obyvateli v roce 1932 byly evidovány tyto úřady, živnosti a obchody: 3 hostince, kolář, kovář, krejčí, pekař, 5 rolníků, řezník, 2 obchody se smíšeným zbožím, 2 trafiky, truhlář, zámečník.

## Doprava
Silniční doprava
- Okolo obce probíhá silnice I/16 Mělník - Mladá Boleslav - Plazy - Jičín - Trutnov.

Železniční doprava
- Železniční trať ani stanice na území obce nejsou. Nejblíže je železniční zastávka Kolomuty (jen pro osobní dopravu) ve vzdálenosti jedn kilometr ležící na trati 064 mezi Mladou Boleslaví a Dolním Bousovem. Nejbližší železniční stanicí (pro veškerou dopravu) je Mladá Boleslav město ve vzdálenosti 5 km ležící na téže trati.

Autobusová doprava
- V obci měly zastávku v květnu 2011 autobusové linky jedoucí do těchto cílů: Dobrovice, Jičín, Kněžmost, Kopidlno, Libáň, Mladá Boleslav, Sobotka.[15] Je tudy i vedena linka 32 MHD zajišťovaná společností Dopravní podnik Mladá Boleslav s. r. o. Linka je na trase Mladá Boleslav, aut. stanoviště - Dolní Stakory.

## Pamětihodnosti
- Kostel svatého Šimona a Judy na návsi